# 洪我爵
洪我爵（1893年—1970年），臺灣臺北縣人，日治時期醫師。

## 生平
洪我爵出生於艋舺，曾祖父為商人洪騰雲，叔父為詩人洪以南。
1917年從臺灣總督府醫學校第16屆畢業後， 進入林清月開設的宏濟醫院擔任皮膚科主任。 1919年，在大稻埕普願街自行開設養元醫院，主治為內兒科。 後遷居至淡水郡淡水街，並在1921年重新開業。 並曾經擔任郡醫師會（現為新北市醫師公會）第三屆監事、 淡水街方面委員（地方福利委員）及顧問。
洪我爵嗜好為釣魚與園藝，並育有四男二女。 在1970年因病逝世，享壽76歲。

## 外部來源
- . 唐山過台灣----富六代，一個台灣家族的故事. 2014-07-01  [2025-01-10]. （原始内容存档于2025-04-29） （中文）.